# بني شكورة (تاسيفت)
بني شكورة هي إحدى مشيخات المملكة المغربية، تتبع جغرافيا لإقليم شفشاون وإداريًا لتاسيفت. يقدر عدد سكانها بـ 1740 نسمة حسب الإحصاء الرسمي للسكان والسكنى لسنة 2004.